# Lantana strigocamara
Lantana strigocamara là một loài thực vật có hoa trong họ Cỏ roi ngựa. Loài này được R.W.Sanders mô tả khoa học đầu tiên năm 2006.